# Austinburg (Ohio)
Austinburg es un lugar designado por el censo ubicado en el condado de Ashtabula en el estado estadounidense de Ohio. En el Censo de 2010 tenía una población de 516 habitantes y una densidad poblacional de 60,68 personas por km².

## Geografía
Austinburg se encuentra ubicado en las coordenadas 41°46′9″N 80°51′20″O / 41.76917, -80.85556. Según la Oficina del Censo de los Estados Unidos, Austinburg tiene una superficie total de 8.5 km², de la cual 8.5 km² corresponden a tierra firme y (0%) 0 km² es agua.

## Demografía
Según el censo de 2010, había 516 personas residiendo en Austinburg. La densidad de población era de 60,68 hab./km². De los 516 habitantes, Austinburg estaba compuesto por el 97.48% blancos, el 0.78% eran afroamericanos, el 0.58% eran amerindios, el 0.39% eran asiáticos, el 0% eran isleños del Pacífico, el 0% eran de otras razas y el 0.78% pertenecían a dos o más razas. Del total de la población el 1.36% eran hispanos o latinos de cualquier raza.